# Rage Racer
Rage Racer (oryg. jap. レイジレーサー) – gra wideo przeznaczona na konsolę PlayStation wyprodukowana przez Namco Limited, wydana przez Namco Limited w Japonii 3 grudnia 1996 roku, w Stanach Zjednoczonych 30 kwietnia 1997 roku, w Europie wydana przez Sony Computer Entertainment w czerwcu 1997 roku.

## Rozgrywka
Rage Racer jest gra wyścigową. W grze występuje wiele starożytnych zabytków, miast, domy, tunele, wodospady, ruiny.